# Sodom and Gomorrah
Sodom and Gomorrah (bra: Sodoma e Gomorra) é um filme ítalo-franco-estadunidense de 1962, dos gêneros ação e aventura, dirigido por Robert Aldrich.